# Prosopis affinis
Prosopis affinis, llamada comúnmente ñandubay, algarrobillo o ibopé-morotí, es una especie leguminosa. Se halla en Argentina, Brasil, Chile, Colombia, Paraguay y Uruguay.

## Descripción
Árbol de 3-13 m de altura, de fuste corto y copa aparasolada, achatada e irregular. Se ramifica en ramitas zigzaguedas, con espinas cónicas y cortas, de a pares en los nudos, de aproximadamente 2 cm de longitud. La corteza es pardo grisácea, gruesa, rugosa, con fisuras longitudinales y transversales formando placas irregulares, parecidas a las del quebracho blanco.
Las pequeñas hojas son bipinnadas, caducas, alternas o fasciculadas; 1-3 pares de ejes secundarios de 1-4 cm de largo, con 12-24 pares de foliolulos de 2-7 mm de largo, juntos entre sí.
Su floración se da de septiembre a noviembre.

## Hábitat
Está amenazada por pérdida de hábitat, especialmente por el avance de la ganadería y de la forestación de monocultivos de eucalyptus y pinos. Generalmente crece en lugares elevados, dentro de las llanuras; también sobrevive a sitios de inundaciones periódicas, asociada con Copernicia alba.

## Usos
Madera muy noble resistente a la intemperie, color castaño rosado.  Su peso específico en g/cm³ es de 1,065; se utiliza para postes. Es una planta melífera; y las vainas tienen valor nutritivo y forrajero.
Es heliófila y colonizadora agresiva, el pastoreo mayor expande la especie. En Paraguay es plaga por lo agresivo para estar en ambientes degradados.

## Taxonomía
Prosopis affinis fue descrita por Curt Polycarp Joachim Sprengel y publicado en Systema Vegetabilium, editio decima sexta 2: 326. 1825.
Etimología
Prosopis: nombre genérico otorgado en griego para la bardana, pero se desconoce por qué se aplica a esta planta.
affinis: epíteto latino que significa "relacionada con".
Sinonimia
- Prosopis algarobilla Griseb.
- Prosopis algarobilla var. nandubay (Lorentz) Hassl.
- Prosopis nandubey Lorentz[4]